# San Marino Academy
San Marino Academy – włoski klub piłki nożnej kobiet, mający siedzibę w mieście San Marino, grający od sezonu 2020/21 w rozgrywkach Serie A.

## Historia
Chronologia nazw:
- 2004: FSGC (Federazione Sammarinese Giuoco Calcio)
- 2017: San Marino Academy

Klub piłki nożnej kobiet FSGC reprezentujący sanmaryńska Federację został założony w mieście San Marino w 2004 roku. Wcześniej w kraju pomiędzy końcem lat 80. a początkiem lat 90. XX wieku funkcjonowały dwie drużyny: Dogana i Cosmos, obie z Serravalle, które uczestniczyły w mistrzostwach Włoch wśród kobiet. W sezonie 2004/05 zespół startował w Serie D Emilia-Romagna (D5). W 2008 po wygraniu Serie D Emilia-Romagna awansował do Serie C Emilia-Romagna, ale nie utrzymał się w niej i po roku spadł z powrotem do Serie D. Rok później ponownie awansował do Serie C, tym razem na dłużej grając na czwartym poziomie. Przed rozpoczęciem sezonu 2013/14 poziom Serie C awansował na trzeci stopień. W sezonie 2015/16 zwyciężył w Serie C Emilia-Romagna, awansując do Serie B. Latem 2017 roku klub otrzymał nazwę San Marino Academy. W sezonie 2017/18 zajął piąte miejsce w grupie C Serie B i spadł do Serie C. W następnym sezonie 2018/19 po zajęciu pierwszego miejsca w grupie C Serie C, potem wygrał 2:0 baraż z ASD Riozzese i wrócił do Serie B. Mistrzostwa w sezonie 2019/20 zostały zawieszone na stałe po 15 kolejkach z powodu pandemii COVID-19, a klub został sklasyfikowany na drugiej pozycji, co umożliwiło start w następnym sezonie w Serie A. W sezonie 2020/21 debiutował na najwyższym poziomie mistrzostw Włoch.

## Barwy klubowe, strój
|  |  |

Klub ma barwy niebiesko-białe. Zawodnicy domowe spotkania zazwyczaj grają w niebieskich koszulkach, niebieskich spodenkach oraz niebieskich getrach.

## Sukcesy

### Trofea międzynarodowe
Nie uczestniczył w rozgrywkach międzynarodowych (stan na 31-08-2020).

### Trofea krajowe
| \| \| Zdobyte trofea w rozgrywkach Włoch (stan na: 31-05-2020) \| |                                                          |      |          |
| Rozgrywki                                                         | Osiągnięcie                                              | Razy | Sezon(y) |
| Mistrzostwo                                                       | I miejsce                                                | 0    |          |
| Mistrzostwo                                                       | II miejsce                                               | 0    |          |
| Mistrzostwo                                                       | III miejsce                                              | 0    |          |
| Mistrzostwo                                                       | ?.miejsce                                                | 1    | 2020/21  |
| Puchar                                                            | zdobywca                                                 | 0    |          |
| Puchar                                                            | finalista                                                | 0    |          |
| Puchar                                                            | ćwierćfinalista                                          | 1    | 2019/20  |
| II liga                                                           | I miejsce                                                | 0    |          |
| II liga                                                           | II miejsce                                               | 1    | 2019/20  |
| II liga                                                           | III miejsce                                              | 0    |          |
| Włochy                                                            | Zdobyte trofea w rozgrywkach Włoch (stan na: 31-05-2020) |      |          |

- Serie C (D3):
  - mistrz (2x): 2015/16 (Emilia-Romagna), 2018/19 (C)
  - wicemistrz (1x): 2014/15 (Emilia-Romagna)

## Poszczególne sezony

### Rozgrywki krajowe
| \| Włochy \| Bilans występów klubu w rozgrywkach piłkarskich Włoch (Stan na 31 sierpnia 2020 r.) \| \| |                                                                                     |        |       |   |   |   |    |    |     |                    |        |        |      |
| Poziom                                                                                                 | Rozgrywki                                                                           | Sezony | Mecze | Z | R | P | B+ | B– | Pkt | Lata               | Awanse | Spadki | Naj. |
| I | Serie A                                                                             | 1      |       |   |   |   |    |    |     | od 2020/21         | 0      | 0      | ?    |
| II | Serie B                                                                             | 3      |       |   |   |   |    |    |     | 2016–2018, 2019/20 | 1      | 1      | 1    |
| III | Serie C                                                                             | 4      |       |   |   |   |    |    |     | 2013–2016, 2018/19 | 2      | 0      | 1    |
| IV | Serie C                                                                             | 4      |       |   |   |   |    |    |     | 2008/09, 2010–2013 | 1      | 1      | 1    |
| V | Serie D                                                                             | 5      |       |   |   |   |    |    |     | 2004–2008, 2009/10 | 2      | 0      | 1    |
| | Puchar Włoch                                                                        | 4      |       |   |   |   |    |    |     | od 2016/17         | 0      | 0      | 1/4  |
| | Superpuchar Włoch                                                                   | 0      |       |   |   |   |    |    |     |                    | 0      | 0      |      |
| Włochy                                                                                                 | Bilans występów klubu w rozgrywkach piłkarskich Włoch (Stan na 31 sierpnia 2020 r.) |        |       |   |   |   |    |    |     |                    |        |        |      |

## Piłkarki oraz personel

### Aktualny skład zespołu
Stan na 23 sierpnia 2020:
| Nr | Poz. | Piłkarz                 |
| -- | ---- | ----------------------- |
| 1  | BR   | Margherita Salvi        |
| 3  | OB   | Giulia Montalti         |
| 4  | OB   | Melissa Nozzi           |
| 5  | OB   | Aurora De Sanctis       |
| 6  | OB   | Nicole Micciarelli      |
| 7  | NA   | Giulia Baldini          |
| 8  | PO   | Ilenia Rossi            |
| 9  | NA   | Yesica Soledad Menin    |
| 10 | NA   | Maria Fabiana Vecchione |
| 11 | NA   | Alison Rigaglia         |
| 12 | BR   | Gloria Ciccioli         |
| 14 | PO   | Viola Brambilla         |
| 15 | OB   | Alessia Venturini       |

| Nr | Poz. | Piłkarz             |
| -- | ---- | ------------------- |
| 16 | NA   | Karin Muya          |
| 17 | OB   | Camilla Labate      |
| 18 | OB   | Vyan Sampson        |
| 19 | NA   | Greta Di Luzio      |
| 20 | OB   | Martina Piazza      |
| 21 | PO   | Azzurra Corazzi     |
| 23 | PO   | Nausica Costantini  |
| 24 | BR   | Francesca Montanari |
| 26 | PO   | Millie Chandarana   |
| 27 | PO   | Shino Kunisawa      |
| 28 | PO   | Eleonora Cecchini   |
| 45 | NA   | Raffaella Barbieri  |

## Struktura klubu

### Stadion
Klub rozgrywa swoje mecze domowe na stadionie Stadio di Dogana Ezio Conti w Dogana o pojemności 1200 widzów.

## Kibice i rywalizacja z innymi klubami

### Derby
- Femminile Riccione